# کید ۹۰
کید ۹۰ (انگلیسی: Kid 90) یک فیلم مستند آمریکایی به کارگردانی و تهیه‌کنندگی سلی مون فرای است که در سال ۲۰۲۱ منتشر شد. این فیلم دربارهٔ مون فرای است که هر جا می‌رفت دوربینی با خود حمل می‌کرد. لئوناردو دی‌کاپریو در این فیلم به عنوان تهیه‌کنندهٔ اجرایی تحت علامت اپین وی خود فعالیت می‌کند.
این فیلم در ۱۲ مارس ۲۰۲۱ منتشر شد.